# Stipan Strilić
Stipan Strilić (1903. – 1971.) (eng. Stipan Strilic/Steve Strelich), američki športaš, glumac i kaskader hrvatskog podrijetla. Legenda je Bakersfielda.

## Životopis
Rođen je 1903. godine u obitelji Strilić. Iskusio je ulogu reverzne imigracije. Iz Binghama u Utahu vratio se u rodni kraj svojih roditelja kad mu je bilo deset godina. Odgajali su ga djed i baka. Vratio se u SAD s 18 godina. Živio i radio pod imenom Steve Strelich. Postao je profesionalni boksač i hrvač, nastupao pod imenom "Terrible Swede". Sudjelovao u plesnim maratonima. Glumio je u filmu negovorne uloge. Bio je kaskader. Zamjenjivao je kao dvojnik francuskog glumca i zabavljača Mauricea Chevaliera. Bio je osobni trener filmskog komičara Joea E. Browna, tjelesni čuvar filmske ljepotice Mae West i na kraju je postao promotor profesionalnog boksa i hrvanja u Bakersfieldu, gdje je u svojoj športskoj areni prodao više od četiri milijuna dolara američkih ratnih obveznica iz Drugog svjetskog rata. Isposlovao je dva poslijeratna intervjua s jugoslavenskim predsjednikom Josipom Brozom. Autobiografski memoari nose naslov "Peasant in a Paper Suit". Po njemu se zove stadion Strelich Stadium o kojem je Gilbert Gia napisao povijesni esej.